# Унифајт
Унифајт, Универзална борба  је сложен спорт који укључује савладавање стазе препрека, бацање ножева, пуцање и борбу прса у прса.

## Историја
Унифајт је настао 1996. године. Првобитно назван "Руска борба". Иницијатор овог спорта био је олимпијски шампион у џудоу, кандидат педагошких наука С. П. Новиков. Концепт и правила новог спорта припремио је пуковник ФСБ Валериј Иванович Харитонов. Нови спорт је подржао командант унутрашњих трупа Министарства унутрашњих послова Руске Федерације А. А. Шкирко.
Руска телевизија је 1997. године почела да промовише овај спорт у програму „Руска борба“. Такмичење је изазвало велико интересовање у Руској Федерацији и шире. За овај спорт посебно су се заинтересовали представници агенција за провођење закона и специјалних снага.
У међународној арени овај спорт је назван „Универзална борба“. 2000. године у Виници у Украјини је одржан оснивачки конгрес Међународне аматерске федерације „Универсал Фајт” (ФИАУ). Савез је регистрован 12. децембра исте године у Паризу. За председника федерације изабран је Сергеј Новиков.
Касније је створена Међународна аматерска федерација „Винтер Унифајт” (ФИАВУ), чији је председник такође Сергеј Новиков.
Националне федерације универзалне борбе створене су у низу земаља ЗНД, бивше Југославије, Чешке, Румуније, Бугарске, Француске и других. Чланови Међународне аматерске федерације су 32 земље, одржано је 13 светских првенстава.
2000. године у Оренбургу је одржано прво светско првенство међу мушкарцима. 2007. године у Бакуу је одржано прво светско првенство у универзалној борби за жене.

## Правила такмичења
Прва фаза се састоји од проласка стазе препрека. Може се састојати од 7-10 етапа у зависности од узраста учесника и ранга такмичења. Може укључивати лавиринте, гране, ограде, мреже, степенице, баријере и друге препреке.
Након проласка траке, учесници пуцају у мету из ваздушног пиштоља или пиштоља за паинтбол. Након тога следи бацање ножева у мету. Учесници млађи од 13 година бацају тениске лоптице на мету уместо да пуцају и бацају ножеве. Спортиста који први савлада стазу препрека добија 1 бод.
Минут после прве етапе следи друга фаза која подразумева дуел у рингу (или татамију). Током борбе су дозвољени ударци, бацања, дављења и болни захвати. За учеснике млађе од 13 година забрањене су ударне технике. Број кола и њихово трајање зависе од узраста и квалификација учесника, фазе такмичења и њиховог ранга. За сваку добијену рунду, спортиста добија 1 бод. У случају чисте победе, меч се завршава раније. Победа у дубл дисциплини се додељује борцу који освоји превремену победу на стази препрека или у дуелу. Иначе, победник је спортиста који постигне највише поена у збиру две врсте комбинованих дисциплина. Униформа: јастучићи у складу са бојом угла или бели, верификовани кимоно са амблемом универзалне борбе, рукавице од 10 унци (одређује се према узрасту спортисте), отворени шлем који одговара боји угла, штитник за уста, ципеле за рвање.

## Европска првенства
- 2004 - Москва, 16 земаља;
- 2008. - Дробета-Турну-Северин, Румунија, 15 земаља;
- 2009. - Мангалија, Румунија, 15 земаља;
- 2010. - Решица, Румунија, 12 земаља;
- 2015. - Медињ, Русија (10-17. јул);
- 2016. - Черноморск, Украјина (24-28. август);
- 2017. – Коблево, Украјина (27. август – 1. септембар).

## Светска првенства
- 2000 - Оренбург, 16 земаља;
- 2001 - Самара, 20 земаља;
- 2002 - Санкт Петербург, 21 земља;
- 2003 - Кијев, Украјина, 25 земаља;
- 2004. - Подгорица, Србија и Црна Гора, 31 држава;
- 2005. - Санкт Петербург, 34 земље;
- 2006 - Калињинград, 36 земаља;
- 2007 - Ташкент, Узбекистан, 32 земље;
- 2008 - Калињинград, 36 земаља;
- 2009 - Праг, Чешка, 40 земаља;
- 2011 - Москва, 35 земаља;
- 2012 - Медињ, 30 земаља;
- 2015. - Медињ (16-23. новембар);
- 2016. - Медињ (14-21. новембар);
- 2017. - Медињ (17-20. новембар);
- 2022 - Ташкент, Узбекистан, 42 земље.